# Houston Dynamo
Houston Dynamo ist ein Franchise der Profifußball-Liga Major League Soccer (MLS) aus Houston, Texas.
Dynamo wurde Ende 2005 Teil der Major League Soccer, als das Team der San José Earthquakes nach der MLS-Saison 2005 nach Houston übergesiedelt wurde. Die Mannschaft und Mitarbeiter gingen in das neue Franchise aus Texas über.

## Geschichte
Das Team Houston Dynamo entstand am 15. Dezember 2005, nachdem die Mannschaft der San José Earthquakes verlegt wurde, da es den Eigentümern nicht möglich war, den Bau eines Fußballstadions zu realisieren. Alle Spieler und der Trainerstab der Earthquakes wechselten nach Houston. Der Name Earthquakes, das dazugehörende Logo und die Historie des MLS-Franchises wurden nicht mit übernommen. Dieses wurde 2007, als die Earthquakes in die MSL zurückkehrten, wieder aktiv. Houston Dynamo war damit offiziell ein neues Team innerhalb der Liga, ähnlich wie bei den Baltimore Ravens in der National Football League.

### Die Namenswahl
Am 25. Januar 2006 wurde bekannt, dass das Team den Namen „Houston 1836“ tragen wird. Der Name wurde durch eine Abstimmung im Internet gewählt. Neben 1836 standen die Namen Apollos, Bulls, Eagles, Gatos, Lonestars, Stallions, Toros, Americans, Buffalos, Generals, Mustangs und Stars zur Wahl. Laut der MLS und dem Besitzer bezieht sich der Name 1836 auf das Jahr, in dem die Stadt Houston von den Brüdern August Chapman und John Kirby Allan gegründet wurde.
1836 war allerdings auch das Jahr, in dem Texas von Mexiko unabhängig wurde. Daraufhin sorgte der Name 1836 für Aufruhr unter Teilen der mexikanischstämmigen Bevölkerung der Stadt. Es gab Boykottdrohungen von Seiten der Politik, der Medien und der Wirtschaft. Schließlich wurde der Name „Houston Dynamo“ gewählt, in Anlehnung an viele erfolgreiche Sportvereine aus dem ehemaligen Ostblock, wie etwa Dynamo Dresden, Dynamo Moskau, Dinamo Zagreb oder Dynamo Kiew.
Nach dem „1836-Debakel“ beschloss die MLS, in Zukunft keine Internetabstimmungen über Vereinsnamen mehr durchzuführen.

### Erste Saison 2006
Das erste Spiel von Houston Dynamo fand am 2. April 2006 gegen die Colorado Rapids statt. Brian Ching erzielte in diesem vier Tore für Dynamo und wurde damit zum ersten Torschützen in der Geschichte des Franchises. Im weiteren Verlauf der Regular Season konnte die Mannschaft wichtige Siege gegen die etablierten Mannschaften der Liga erreichen. Am Ende der Season wurde Houston Zweiter in der Western Conference hinter dem Lokalrivalen FC Dallas. In den darauffolgenden Playoffs konnte die Mannschaft das Conference Halbfinale gegen die CD Chivas USA für sich entscheiden und auch das Conference-Finale gegen die Colorado Rapids ging an das Team aus Texas. Im Endspiel um den MLS Cup traf die Mannschaft auf New England Revolution. Im Pizza Hut Park stand es nach der regulären Spielzeit 0:0. Nachdem die Revs in Führung gingen, konnte Dynamo durch ein Tor von Ching ausgleichen. Erst im Elfmeterschießen sicherten sich die Texaner den MLS Cup 2006, da Pat Noonan nicht traf und der Schuss von Jay Heaps gehalten werden konnte. Mit diesem Sieg qualifizierte sich die Mannschaft für den CONCACAF Champions’ Cup 2007.

### 2007: Wiederholung des Erfolgs
Die Saison 2007 begann für die texanische Mannschaft, aufgrund der Qualifikation für den CONCACAF Champions’ Cup, früher. Im Viertelfinale siegte das Team über den Puntarenas FC aus Costa Rica. Das Hinspiel am 21. Februar 2007 ging zwar mit 0:1 verloren, aber im Rückspiel konnte ein 2:0-Sieg erspielt werden. Kelly Gray erzielte das entscheidende Tor in der 74. Minute. Im Halbfinale traf die Mannschaft auf den mexikanischen Verein CF Pachuca. Houston gewann das Hinspiel mit 2:0, das Rückspiel verlor man aber mit 2:5 nach Verlängerung.
In der Major League Soccer erreichte Dynamo, wie im Vorjahr, den zweiten Platz in der Western Conference. Im ersten Play-off-Spiel konnte der FC Dallas nach Verlängerung im zweiten Spiel besiegt werden. Im Conference-Finale sicherten Nate Jaqua und Brian Ching mit ihren Toren den Einzug in den MLS Cup. Wie schon im Vorjahr hieß die Paarung erneut Houston Dynamo gegen New England Revolution. Joseph Ngwenya und Ching trafen für die Texaner in der zweiten Halbzeit, das Spiel endete 2:1 und Houston konnte seinen Titel verteidigen, was seit 1997 keiner Mannschaft mehr gelungen war.
Im selben Jahr empfahl die Major League Soccer der Anschutz Entertainment Group, den Eigentümern des Franchises, Houston Dynamo zu veräußern. Der Grund war das Anliegen der MLS, dass jede Eigentümergruppe nur eine Mannschaft stützt, AEG aber auch im Besitz der Los Angeles Galaxy ist. Aufgrund dessen wurden Verhandlungen aufgenommen, um Houston Dynamo zu verkaufen.

### 2008–2012
Am 26. Februar 2008 gab der Präsident von Houston Dynamo bekannt, dass die Anschutz Entertainment Group zukünftig nur noch 50 % der Anteile an dem Franchise halten wird. Die Brener International Group und Golden Boy Promotions erwarben jeweils 25 %.
Durch den Gewinn des MLS Cups nahm Houston Dynamo am CONCACAF Champions’ Cup 2008 teil. Sie erreichten das Halbfinale, unterlagen dort aber Deportivo Saprissa aus Costa Rica. 2008 qualifizierte sich die Mannschaft erneut für die Playoffs. Im Viertelfinale konnte sich der Titelverteidiger nicht gegen die New York Red Bulls durchsetzen. In der neu geschaffenen CONCACAF Champions League 2008/09 erreichte Houston das Viertelfinale, unterlag dort aber CF Atlante aus Mexiko mit 0:0 und 0:3 und schied aus.
2009 erreichte man als zweitbeste Mannschaft der Western Conference und drittbeste ligaweit wiederum die Playoffs. Diesmal war aber im Halbfinale Schluss, als man gegen die Los Angeles Galaxy den Kürzeren zog. In der CONCACAF Champions League 2009/10 kam man nicht über die Gruppenphase hinaus. 2010 belegte man nur einen enttäuschenden siebten Platz in der Western Conference und konnte sich erstmals in der Vereinsgeschichte nicht für die Playoffs qualifizieren.
Zur Saison 2011 wechselt die Mannschaft von der Western in die Eastern Conference, da die Liga zwei neue Expansionteams (Portland Timbers und Vancouver Whitecaps) aufgenommen hat, die beide in der Western Conference starten. Die Mannschaft konnte den 2. Platz der Conference erringen und spielte sich in den Playoffs bis ins Finale, wo man mit 0:1 der LA Galaxy unterlag.
Die Saison 2012 war von der Neueröffnung des neuen Stadions geprägt. Da sich die Eröffnung verspätete, trug Houston Dynamo die ersten sieben Saisonspiele auswärts aus. Am 12. Mai konnte das Stadion mit dem 1:0-Sieg gegen D.C. United eingeweiht werden. In der Regular Season erreichte man einen knapp den fünften Platz in der Eastern Conference. In den anschließenden Play-offs spielte sich Dynamo bis in das Finale um den MLS Cup. Dort unterlag man, wie im Vorjahr, gegen Los Angeles Galaxy mit 3:1.

### Seit 2013
Die kommenden Jahren waren eher weniger erfolgreich. 2013 konnte man noch einmal die Play-offs erreichen und musste sich im Conference Final geschlagen geben. Die Saison 2014 beendete die Mannschaft auf dem 8. Platz in der West Conference. Aufgrund des schlechten Abschneidens musste der langjährige Trainer Dominic Kinnear den Klub verlassen. Auch unter dem neuen Trainer Owen Coyle konnte die Mannschaft keine Erfolge mehr feiern. Im Laufe der Saison 2016 einigte man sich auf eine Vertragsauflösung mit Coyle. Der ehemalige Dynamo-Spieler Wade Barrett übernahm interimsweise bis zum Ende der Saison.
In der MLS-Saison 2023 erreichte Houston Dynamo Erfolge: Unter dem Kapitän Héctor Herrera, der 2022 als vertragsfreier Spieler von Atlético Madrid zum Team stieß, erzielte das Team den vierten Platz in der regulären Saison, zudem gelang der Einzug ins Conference-Finale der Play-offs. Im U.S. Open Cup gewannen sie im Finale gegen Inter Miami und beendete die Saison mit einem Pokaltitel.

## Wappen und Farben
Das Wappen von Houston Dynamo besteht aus den Farben schwarz, orange und weiß. Unter dem mittigen Dynamo-Schriftzug befindet sich ein Stern, dessen Strahlen das Wappen durchziehen. Dieser könnte sowohl eine Anlehnung an den Stern der texanischen Flagge sein, als auch einfach ein Symbol für Stärke oder Erfolg (z. B. Sheriff-Stern). Aufgrund der zwei Meisterschaften darf das Team außerdem zwei Meistersterne über dem Wappen führen.

## Stadion
- Shell Energy Stadium in Houston (2012–heute)
- Robertson Stadium in Houston (2006–2011)
- Carl Lewis Track & Field Stadium in Houston (2006 – 1 Spiel im US Open Cup)
- Aggie Soccer Stadium in College Station (2007 – 1 Spiel im CONCACAF Champions’ Cup, 2011 – 1 Spiel im US Open Cup)

Houston Dynamo trägt seit der Saison 2012 seine Heimspiele im Shell Energy Stadium aus. Das Stadion fasst 22.000 Zuschauer und liegt in der Nähe des Minute Maid Parks im Osten der Innenstadt. Namensgeber und Sponsor des Stadions ist BBVA Compass, ein Tochterunternehmen der Banco Bilbao Vizcaya Argentaria.

## Fans, Maskottchen und Rivalen

### Fangruppierungen
Gleich in seiner ersten Saison hatte das MLS-Franchise einen sehr guten Zulauf von Anhängern. Im ersten Spiel waren 25.462 Zuschauer im Stadion. In den kommenden reduzierte sich dieses Aufkommen zwar, aber trotzdem bildeten sich stark organisierte Fangruppierungen. Die beiden größten Fangruppierungen heißen El Batallón und Texian Army.
Das höchste Zuschaueraufkommen hatte die Mannschaft am 9. August in einem Spiel im Reliant Stadium in Houston gegen die Los Angeles Galaxy. Vor der Partie fand die Begegnung zwischen dem FC Barcelona und dem mexikanischen Verein Club América statt, das 70.550 Zuschauer sahen, wovon auch das Houston Spiel profitierte.

### Maskottchen
2007 suchte Houston Dynamo nach einem Maskottchen und fragte bei Mitgliedern vom Art Institute of Houston nach. Es wurden mehrere Vorschläge eingereicht und per Online-Umfrage wurde der Sieger, ein orangefarbener Fuchs mit Namen Dynamo Diesel, ausgewählt. Er wurde am 3. April 2007 im Houston Zoo enthüllt. Seitdem ist der Fuchs bei den Spielen und anderen Events der Dynamo zu sehen.

### Rivalitäten
Houstons größter Rivale ist der FC Dallas. Jede Saison spielen beide Mannschaften das „Texas Derby“, auch „El Capitán Clasico“ genannt, aus. Dieser MLS Rivalry Cup wird durch die direkten Begegnungen während der Regular Season entschieden. Der Sieger erhält eine Kanone aus dem 18. Jahrhundert, die El Capitán. Außerdem besteht eine Liga-Rivalität mit Sporting Kansas City.

## Organisation, Sponsoring und Medien

### Eigentümer
Die Anschutz Entertainment Group hält 50 % der Anteile an dem Franchise Houston Dynamo. Das Unternehmen ist ein weltweit tätiges Unternehmen im Sport- und Unterhaltungsbereich. Neben Dynamo, gehört zu der Unternehmensgruppe unter anderem noch das MLS-Franchise Los Angeles Galaxy, der NHL-Klub Los Angeles Kings und die DEL-Teams Eisbären Berlin und Hamburg Freezers.
Zu den Eigentümern gehört auch die Golden Boy Promotions, welche in Los Angeles sitzen. Die Organisation um den ehemaligen Boxer Óscar de la Hoya erwarb 25 % der Rechte. Der Investmentfirma Brener International Group gehören auch 25 % der Anteile an dem MLS-Franchise.

### Sponsoren
Seit der Saison 2007 ist es erlaubt in der Major League Soccer Sponsorenverträge abzuschließen. Erster Trikotsponsor war das texanische Energieunternehmen Amigo Energy, das für vier Jahre 7,5 Millionen US-Dollar zahlte. Dynamo war damit die fünfte Mannschaft der MLS die einen Trikotsponsor gewinnen konnte.
Ab der Saison 2011 nahm die Recyclingfirma Greenstar den Platz auf der Brust ein und zahlte für drei Jahre 2,5 Millionen US-Dollar pro Saison. Zur Saison 2014 wurde mit dem Bergbauunternehmen BHP Billiton ein neuer Trikotsponsor gefunden.

### Medien
Die Radioübertragungen in englischer Sprache übernimmt der Radiosender CBS Radio Houston.

## Jugend und Entwicklung

### Houston Dynamo 2
Zur Saison 2022 wurde ein eigenes Farmteam, Houston Dynamo 2, in der neugegründeten MLS Next Pro an den Start geschickt.

### Rio Grande Valley Toros
Seit 2016 spielen die Rio Grande Valley Toros in der United Soccer League. Das Franchise war bis 2020 das Farmteam von Houston Dynamo.

### Houston Dynamo Development Academy
Das Jugend- und Spielerentwicklungsprogramm bei Houston Dynamo wird als Dynamo Academy bezeichnet. Hier finden sich Mannschaften der Altersklassen U-11 bis U-18 wieder. Die U-14, U-16 und U-18 Mannschaften nehmen am Ligawettbewerb der USSF Development Academy teil. Die U-12, U-13 und U-15 spielen in der US Club Soccer Texas Pre-Academy League.

### Dynamo Juniors
Seit 2007 gibt es eine Kooperation mit der McAllen Youth Soccer Association. Am 27. September 2007 entstand daraus die South Texas Academy. Diese Jugendfußballorganisation ist in mehreren texanischen Städten beheimatet. Hier können talentierte junge Fußballspieler trainieren und an Spielen in deren Altersgruppe teilnehmen. Wie bei Spielern der Dynamo Academy haben auch die Spieler die Chance direkt zu Houston Dynamo zu wechseln.

## Spieler und Mitarbeiter

### Aktueller Profikader
Stand: 17. Januar 2025
| Nr. |                    | Position | Name               |
| --- | ------------------ | -------- | ------------------ |
| 13  | Vereinigte Staaten | TW       | Andrew Tarbell     |
| -   | Vereinigte Staaten | TW       | Jimmy Maurer       |
| 28  | Danemark           | AB       | Erik Sviatchenko   |
| 31  | Brasilien          | AB       | Micael             |
| 4   | Vereinigte Staaten | AB       | Ethan Bartlow      |
| 5   | Vereinigte Staaten | AB       | Daniel Steres      |
| 23  | Vereinigte Staaten | AB       | Kieran Sargeant    |
| 2   | Argentinien        | AB       | Franco Escobar     |
| 25  | Vereinigte Staaten | AB       | Griffin Dorsey     |
| 6   | Brasilien          | MF       | Artur              |
| 30  | Kolumbien          | MF       | Jefferson Valverde |
| -   | Mexiko             | MF       | Erik Duenas        |

| Nr. |                    | Position | Name                 |
| --- | ------------------ | -------- | -------------------- |
| 35  | Vereinigte Staaten | MF       | Brooklyn Raines      |
| -   | Mexiko             | MF       | Sebastián Rodríguez  |
| 8   | Frankreich         | MF       | Amine Bassi          |
| 27  | Polen              | MF       | Sebastian Kowalczyk  |
| 37  | Deutschland        | MF       | Lawrence Ennali      |
| 21  | Kolumbien          | MF       | Nelson Quiñónes      |
| 29  | Honduras           | MF       | Exon Arzú            |
| 10  | Argentinien        | ST       | Ezequiel Ponce       |
| 18  | Niger              | ST       | Ibrahim Aliyu        |
| 11  | Paraguay           | ST       | Sebastián Ferreira   |
| 17  | Vereinigte Staaten | ST       | Gabriel Segal        |
| 19  | Ghana              | ST       | Stephen Annor Gyamfi |

### Trainerstab
Stand: 17. Januar 2025
- Ben Olsen – Trainer
- Juan Guerra – Assistenztrainer
- Aurélien Collin – Assistenztrainer
- Adin Osmanbašić – Assistenztrainer
- Tim Hanley – Torwarttrainer

### Trainer
- Dominic Kinnear (2006–2014)
- Owen Coyle (2014–2016)
- Wayde Barret (2016) Interim.

## Erfolge
- MLS Cup
  - Sieger (2): 2006, 2007
- Lamar Hunt U.S. Open Cup
  - Sieger: 2018, 2023

## Statistiken

### Saisonbilanz
| Saison | Regular Season   | Play-offs          | Lamar Hunt U.S. Open Cup   | CONCACAF Champions League |
| ------ | ---------------- | ------------------ | -------------------------- | ------------------------- |
| 2006   | 2. Platz (West)  | Meister            | Halbfinale                 | nicht qualifiziert        |
| 2007   | 2. Platz (West)  | Meister            | Achtelfinale               | Halbfinale                |
| 2008   | 1. Platz (West)  | Viertelfinale      | Achtelfinale               | Halbfinale                |
| 2009   | 2. Platz (West)  | Halbfinale         | Halbfinale                 | Viertelfinale             |
| 2010   | 7. Platz (West)  | nicht qualifiziert | Viertelfinale              | Gruppenphase              |
| 2011   | 2. Platz (Ost)   | Finale             | nicht qualifiziert         | nicht qualifiziert        |
| 2012   | 5. Platz (Ost)   | Finale             | 3. Runde                   | nicht qualifiziert        |
| 2013   | 4. Platz (Ost)   | Conference-Finale  | 4. Runde                   | Viertelfinale             |
| 2014   | 8. Platz (Ost)   | nicht qualifiziert | 5. Runde                   | nicht qualifiziert        |
| 2015   | 8. Platz (West)  | nicht qualifiziert | Viertelfinale              | nicht qualifiziert        |
| 2016   | 10. Platz (West) | nicht qualifiziert | Viertelfinale              | nicht qualifiziert        |
| 2017   | 4. Platz (West)  | Conference-Finale  | Achtelfinale               | nicht qualifiziert        |
| 2018   | 9. Platz (West)  | nicht qualifiziert | Sieger                     | nicht qualifiziert        |
| 2019   | 10. Platz (West) | nicht qualifiziert | Achtelfinale               | Viertelfinale             |
| 2020   | 12. Platz (West) | nicht qualifiziert | nicht ausgetragen (Covind) | nicht qualifiziert        |
| 2021   | 13. Platz (West) | nicht qualifiziert | nicht ausgetragen (Covind) | nicht qualifiziert        |
| 2022   | 13. Platz (West) | nicht qualifiziert | Achtelfinale               | nicht qualifiziert        |
| 2023   | 4. Platz (West)  | Conference-Finale  | Sieger                     | nicht qualifiziert        |
| 2024   | 5. Platz (West)  | 1. Runde           | 4. Runde                   | Achtelfinale              |

1. ↑  Der Wettbewerb beginnt jeweils im Herbst des vorherigen Jahres. Bis 2008 unter dem Namen CONCACAF Champions’ Cup.

### Spielerrekorde
Diese Rekorde beziehen sich auf die Regular Season bis einschließlich der Saison 2016:
- Meiste Spiele: Brad Davis (271)
- Meiste Tore: Brian Ching (56)
- Meiste Assists: Brad Davis (104)

### Besucherschnitt
Regular Season/Play-offs
- 2006: 18.935[15]/20.274[12]
- 2007: 15.883[16]/30.530[12]
- 2008: 16.939/30.053[12]
- 2009: 17.047/27.465[12]
- 2010: 17.310/nicht qualifiziert
- 2011: 17.694/24.749[12]
- 2012: 20.985/21.395
- 2013: 19.923/21.395
- 2014: 20.117/nicht qualifiziert
- 2015: 20.618/nicht qualifiziert
- 2016: 19.021/nicht qualifiziert